# فلورا كوكوريل
فلورا كوكوريل (بالفرنسية: Flora Coquerel) (من مواليد 14 أبريل 1994) عارضة أزياء فرنسية-بنينية، حاملة لقب مسابقة ملكة جمال فرنسا الخامسة والثامنين والتي توجت به عن مسابقة ملكة جمال فرنسا 2014 على مسرح زينيت في ديجون, ومثلت فرنسا في مسابقة ملكة جمال الكون 2015 حيث حلت الوصيفة الثالثة لملكة جمال الكون بيا فورتزباخ.

## روابط خارجية
- فلورا كوكوريل على موقع IMDb (الإنجليزية)
- فلورا كوكوريل على موقع ألو سيني (الفرنسية)
- فلورا كوكوريل على موقع قاعدة بيانات الفيلم (الإنجليزية)
- فلورا كوكوريل على موقع كينوبويسك (الروسية)

- الموقع الرسمي ملكة جمال لفرنسا نسخة محفوظة 24 أكتوبر 2011 على موقع واي باك مشين.
- فلورا كوكوريل على إنستغرام
- فلورا كوكوريل على موقع تويتر